# Barend Wijnveld

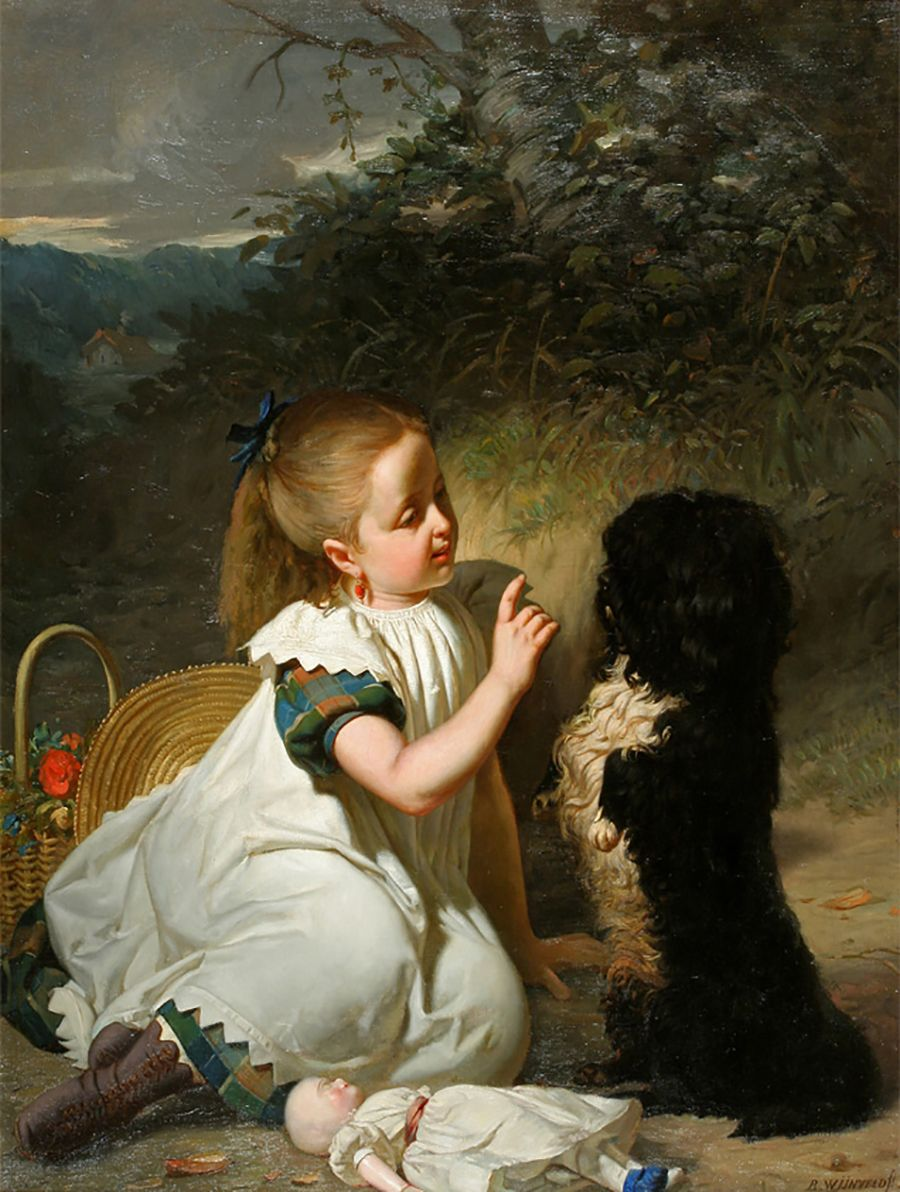
Dem Hund einen neuen Trick beibringen

Barend Wijnveld (* 13. August 1820 in Amsterdam; † 18. Februar 1902 in Haarlem) war ein niederländischer Historien- und Genremaler sowie Kunstpädagoge.
Wijnveld wurde als Maler an der Rijksakademie van beeldende kunsten Amsterdam ausgebildet. Er wurde Assistenzlehrer (1860) und Direktor der Malschule (1862). Von 1870 bis 1891 war er Professor an der Rijksakademie van beeldende kunsten. Neben historischen Stücken malte er auch Stadtlandschaften, Porträts und Genre-Stücke. 1892 zog er nach Haarlem.
Wijnveld war unter anderem Lehrer von Floris Arntzenius, Johan Braakensiek, Carl August Breitenstein, Nicolaas van der Waay, Ferdinand Oldewelt und Anna Wolterbeek.
Er wurde 1854 Mitglied von „Arti et Amicitiae“ in Amsterdam.
Wijnveld wurde 1891 von seinem Studenten Nicolaas van der Waay als Professor an der Rijksakademie abgelöst.